# Calvinia
Calvinia is een stadje gelegen in de gemeente Hantam in de regio Karoo in de Zuid-Afrikaanse provincie Noord-Kaap. Het ligt juist ten zuiden van de Hantambergen aan de oevers van de Oorlogskloofrivier. Calvinia ligt 70 km ten oosten van Nieuwoudtville. De gemiddelde zomertemperatuur bedraagt 22°C, met pieken van boven de 40°C. De gemiddelde wintertemperatuur bedraagt 10°C maar kan dalen naar -8°C. Op de omliggende bergen valt regelmatig sneeuw. Calvinia geniet van 80% sterrenlicht en is beroemd voor haar caleidoscoop of lentebloemen, samenvallend met het wildebloemenspektakel van Namakwaland. Een planetoïde (1245 Calvinia) is naar het stadje genoemd. De plaats fungeert als economisch centrum van de noordwestelijke Kaap en heeft een belangrijke onderwijsfunctie voor het omliggende gebied. Het is ook een van de belangrijkste centra van wolproductie in Zuid-Afrika.

## Geschiedenis
De eerste mensen die in het gebied woonden waren de Khoisan mensen. De eerste Europeanen waren boeren die met hun vee door het gebied trokken in de jaren 1750. In 1813 kregen de boeren stukken grond door de overheid toegewezen. Op 19 januari 1847 tijdens een vergadering op de boerderij "Tygerhoek" werd voor de regio Hantam een nieuwe Nederduits-gereformeerde gemeente gesticht. In hetzelfde jaar kocht de nieuwe kerkgemeente van veldkornet Abraham van Wyk 1.200 hectare land van de boerderij "Hoogekraal" en werd de nederzetting gesticht. Jarenlang was het nieuwe dorp de enige nederzetting in de omgeving. Tijdens het Heilig Avondmaal waren hier tot wel 500 wagens en karren verzameld. De eerste dominee van de nieuwe gemeente, N.J. Hofmeyr, heeft voorgesteld om de kerk te vernoemen naar Johannes Calvijn. Op 30 oktober 1851 werd ook het plaatsje officieel Calvinia genoemd. Calvinia was ook de plaats waar Abraham Esau steun verzamelde van de Kleurling-gemeenschap om te vechten met de Britten tegen de Boeren tijdens de Tweede Boerenoorlog. In 1904 werd het als gemeente erkend. De spoorlijn heeft in 1917 het stadje bereikt.

## Bezienswaardigheden
- Synagoge van Calvinia met zijn art-deco-bouwstijl, gebouwd in 1920, verwijst naar de belangrijke rol die Joodse inwoners vroeger in het gebied hebben gespeeld. Momenteel huisvest het gebouw het Calvinia Museum. (zie volgende)
- Calvinia Museum behandelt het leven van de eerste Europese inwoners. Tevens wordt er een cederhouten paardenmolen tentoongesteld en Kaapse Merino en Dorper schapen. Ongewone specimen zoals een 4-benige struisvogel en een genetisch vreemd schaap kunnen ook worden bezichtigd.
- Akkerendam Natuur Reservaat is gevestigd drie kilometers ten noorden van Calvinia. Het reservaat biedt unieke bloemen en twee wandeltochten door de Hantambergen. De inheemse en zeldzame "sterboom" (Cliffortia arboreais) kunnen hier worden gezien.
- Hantam Vleesfeest, een landbouwkundige tentoonstelling en een grote barbecue (Afrikaans "braai") vindt elk jaar plaats in augustus.
- Boekhuis werd gebouwd in 1860 door Jacobus Nel van der Merwe in Kaaps-Nederlandse stijl. Het is een historisch T-vormig huis in de Waterstraat en is exclusief beschikbaar voor schrijvers.
- Nederduitse Gereformeerde Kerk van Calvinia

## Bekende inwoners
- Rona Rupert, schrijver van 33 Afrikaanse kinderboeken